# Dreamworks Animation

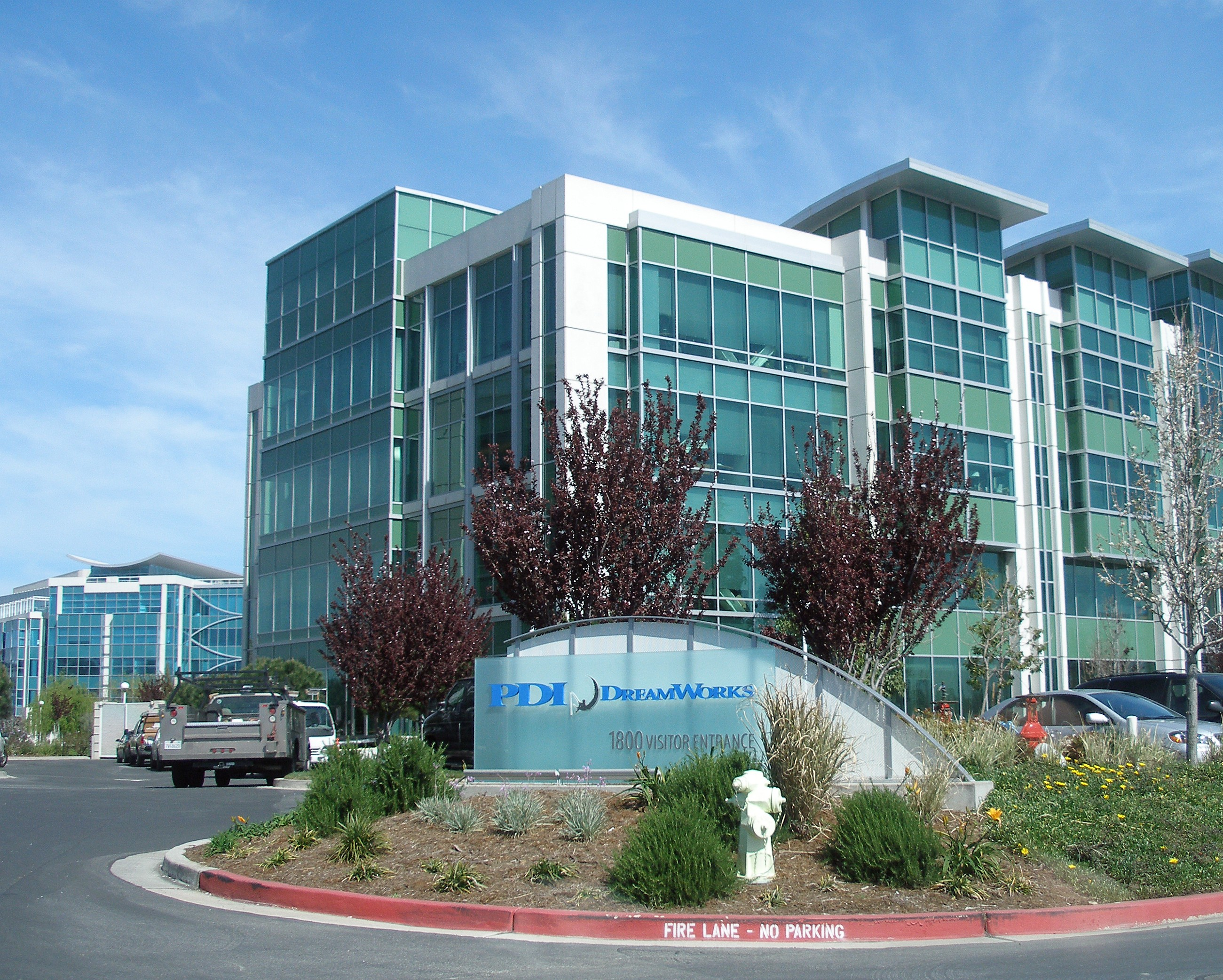
The PDI/DreamWorks Studio i Redwood City i Kalifornien

Dreamworks Animation, i marknadsföringssyfte skrivet DreamWorks Animation, är ett amerikanskt filmbolag för animerad film, och tillika animationsstudio. Företaget bildades som Dreamworks SKG animationsavdelning, och släppte sin första film, Antz, 1998. 2004 såldes bolaget ut, gick samman med Pacific Data Images (PDI), en av föregångarna inom datoranimeringen, och bildade ett fristående filmbolag, med enbart animerade produktioner. Idag har de blivit den största konkurrenten till Walt Disney Companys två animationsstudioer: Walt Disney Animation Studios och Pixar Animation Studios. I dagsläget har bolaget två studio, en i Glendale i Kalifornien – vilken motsvarar den gamla Dreamworks-avdelningen – och i Silicon Valley i Kalifornien, ligger det som tidigare var PDI.

## Historik

### De första åren
Dreamworks SKG grundades den 12 oktober 1994. Bland grundarna fanns regissören Steven Spielberg, Jeffrey Katzenberg som var tidigare filmdivisionschef för Disney samt musikproducenten David Geffen.
1997 gick Dreamworks in i ett samarbete med Aardman Animations, en brittisk animeringsstudio, för att tillsammans producera och distribuera Flykten från hönsgården, en stop-motion film Två år senare fördjupades samarbetet för produktion av ytterligare fyra filmer.

### Samarbetet med Kina
2012 gick DreamWorks Animation samman med ett kinesiskt investmentbolag för att etablera ett Shanghai-baserat entertainmentföretag med namnet Oriental Dreamworks. Genom detta företag var tanken att utveckla och producera kinesiska originalfilmer och kringliggande produkter Dess första film Kung Fu Panda 3 producerad tillsammans med DWA, beräknas komma ut på marknaden 2013 och studions första original-animerade film beräknas släppas 2014.

## Långfilmsproduktion
Inklusive releaser före 2004.

- Antz (1998, PDI)
- Prinsen av Egypten (1998, animerad i Glendale)
- Josef: Drömmarnas Konung (2000, Glendale)
- Vägen till El Dorado (2000, Glendale)
- Flykten från hönsgården (2000, Glendale i samproduktion med Aardman Animations)
- Shrek (2001, PDI)
- Spirit – Hästen från vildmarken (2002, Glendale)
- Sinbad: Legenden om de sju haven (2003, Glendale)
- Shrek 2 (2004, PDI)
- Hajar som hajar (2004, Glendale)
- Wallace & Gromit: Varulvskaninens förbannelse (2005, Aardman/Glendale)
- Madagaskar (2005, PDI)
- På andra sidan häcken (2006, Glendale)
- Bortspolad (2006, Aardman/Glendale)
- Shrek den tredje (2007, PDI)
- Bee Movie (2007, Glendale)
- Kung Fu Panda (2008, Glendale)
- Madagaskar 2 (2008, PDI)
- Monsters vs. Aliens (2009, Glendale)
- Draktränaren (2010, Glendale)
- Shrek – Nu och för alltid (2010)
- Megamind (2010)
- Kung Fu Panda 2 (2011)
- Mästerkatten (2011)
- Madagaskar 3 (2012)
- De fem legenderna (2012)
- Croodarna (2013)
- Turbo (2013)
- Herr Peabody & Sherman (2014)
- Draktränaren 2 (2014)
- Pingvinerna från Madagaskar (2014)
- Home (2015)
- Kung Fu Panda 3 (2016)
- Trolls (2016)
- Baby-bossen (2017)
- Kapten Kalsong: Filmen (2017)
- Draktränaren 3 (2019)
- Förfärliga snömannen (2019)
- Trolls 2: Världsturnén (2020)
- Croodarna 2: En ny tid (2020)
- Spirit: Vild och fri (2021)
- Baby-bossen 2: Familjeföretaget (2021)
- Tuffa gänget (2022)
- Mästerkatten 2 (2022)
- Ruby – Havsmonstret (2023)
- Trolls 3 (2023)
- Kung Fu Panda 4 (2024)
- Den vilda roboten (2024)
- Hundmannen (2025)
- Draktränaren (2025, live-action)
- Tuffa gänget 2 (2025)
- Gabby's Dollhouse: The Movie (2025)
- Forgotten Island (2026)[5]
- Shrek 5 (2026)
- Draktränaren 2 (2027)[6]
- Cocomelon: The Movie (2027)[7]